# Katholische Pfarrkirche Bernstein (Burgenland)

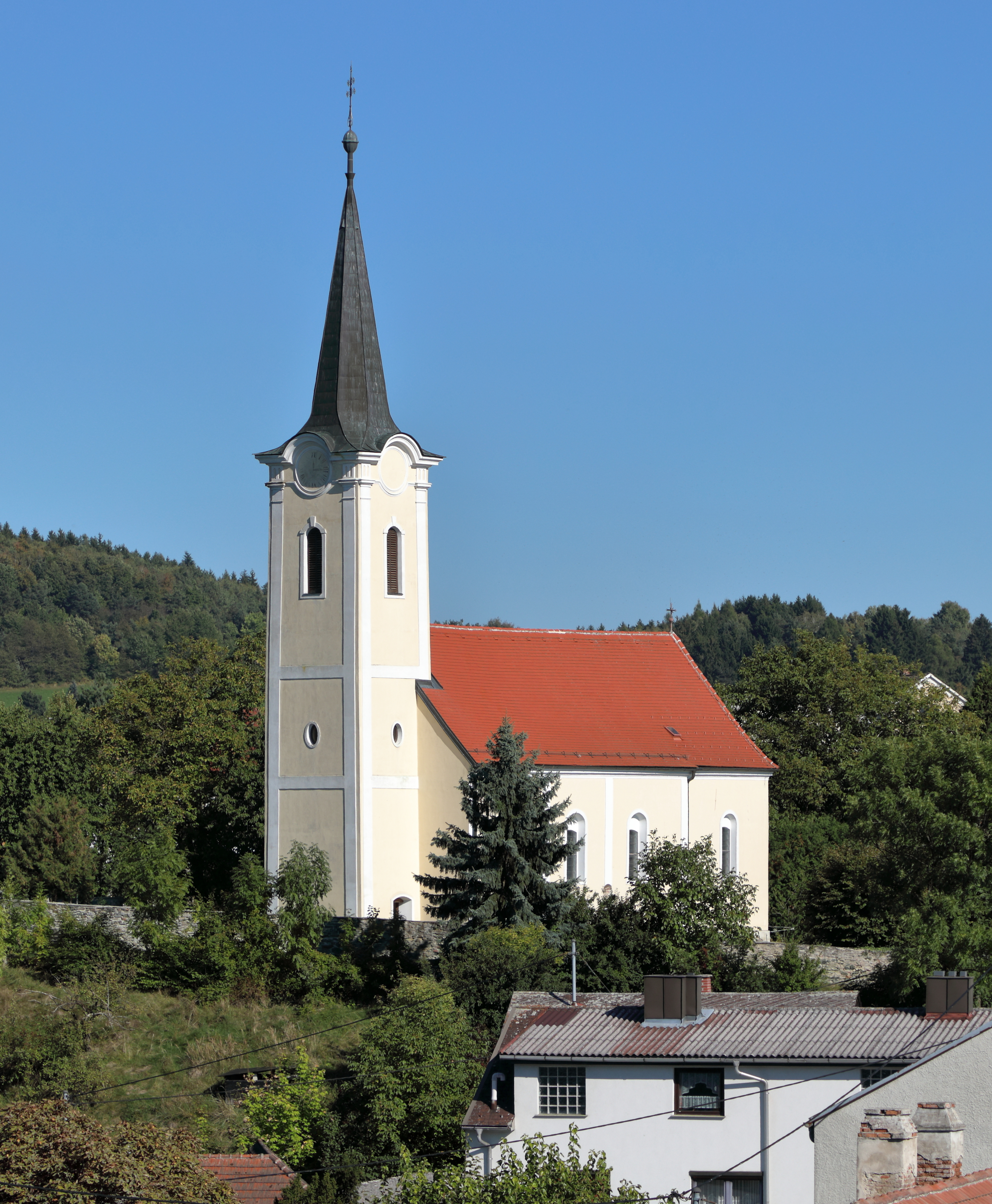
Katholische Pfarrkirche hl. Michael in Bernstein

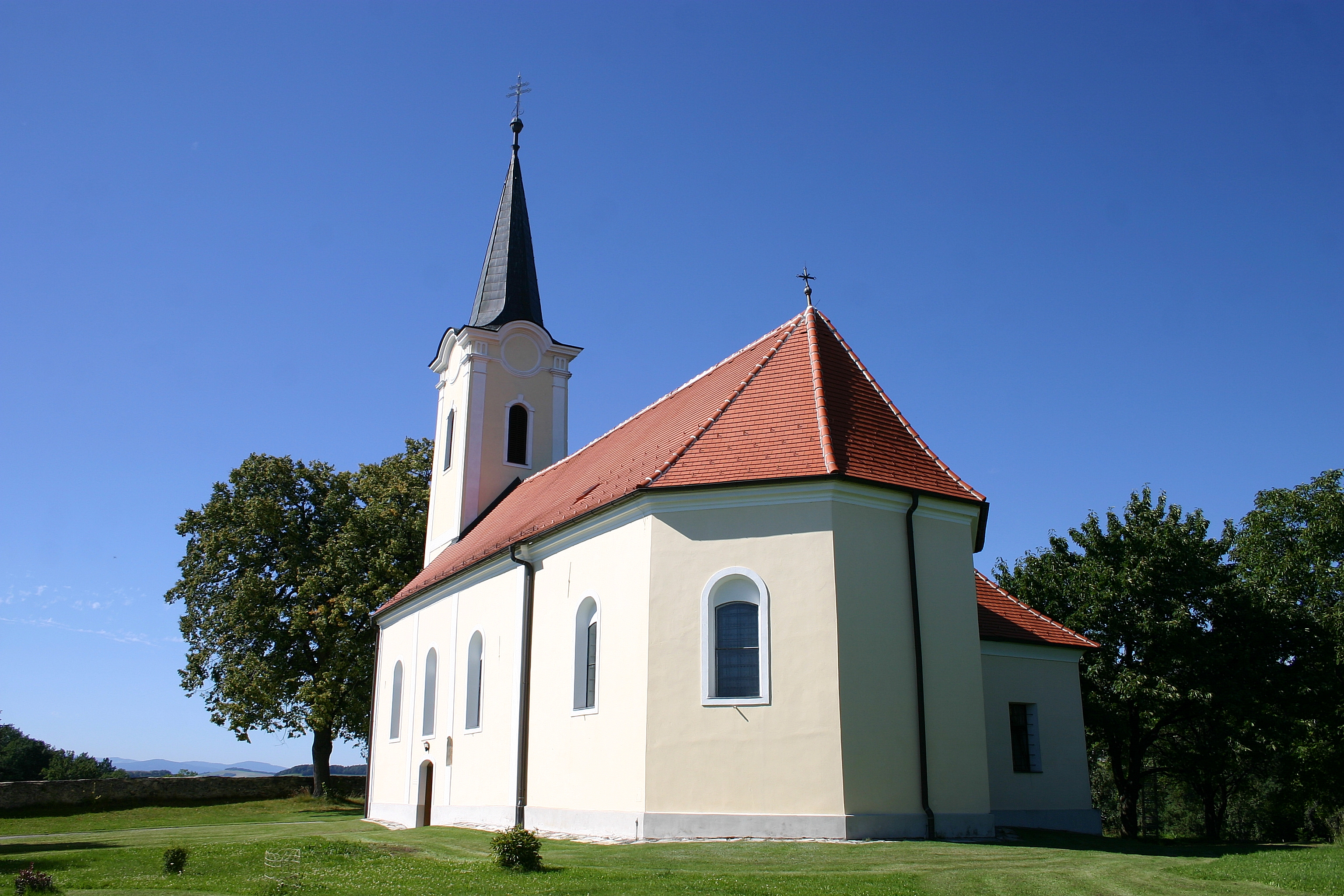
Südansicht der Pfarrkirche

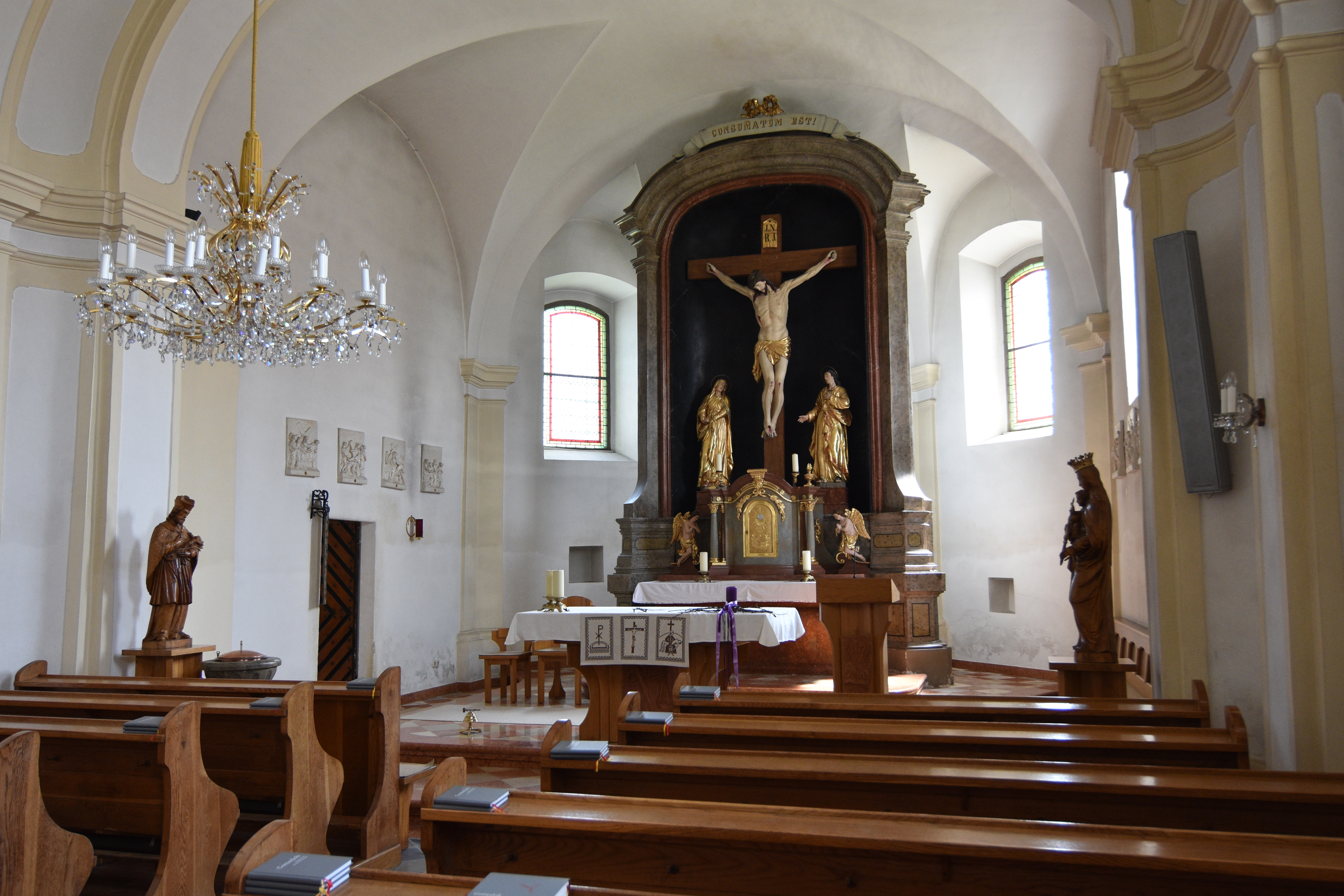
Der Innenraum der Kirche

Die römisch-katholische Pfarrkirche Bernstein in der Gemeinde Bernstein im Bezirk Oberwart im Burgenland ist dem heiligen Michael geweiht und gehört zum Dekanat Pinkafeld in der Diözese Eisenstadt. Das Bauwerk steht unter Denkmalschutz (Listeneintrag).

## Lagebeschreibung
Die Kirche steht oberhalb des Ortes im ehemaligen ummauerten Friedhof.

## Geschichte
Die ursprünglich im Mittelalter gegründete Pfarre war zeitweise evangelisch. Unter Verwendung des mittelalterlichen Mauerwerks wurde 1733 der Chor und 1779 das Langschiff der Kirche erbaut.

## Kirchenbau
An die einschiffige Saalkirche mit eingezogenem Chor fügt sich die Apsis im 3/8-Schluss. Der 1853 erhöhte und 1870 renovierte barocke Westturm wird von einem Pyramidendach bekrönt. Die zwei spätromanischen Fenster mit dekorativer Malerei in der Südfront wurden 1977 bis 1978 restauriert. Das Westportal mit spätgotischen Kreisbogensturz und einer alten Tür führt in die Turmhalle.
Das dreijochige und platzlgewölbte Langhaus ist gegliedert durch auf Pilastern ruhende Gurtbögen. Das Stuckdekor im Inneren ist schlicht. Die platzlunterwölbte dreiachsige Empore auf der Westseite ist mit einer geschweiften Brüstung versehen. Ein schmaler Triumphbogen trennt das Kirchenschiff vom tonnengewölbten Chor. In der Apsis sind Stichkappen.

## Einrichtung
Der Hochaltar ist barock. Vor einer rundbogigen, dunklen Nische steht eine plastische Kreuzigungsgruppe aus der Zeit um 1733.
Die Kanzel ist mit Ölbildern der vier Evangelisten ausgestattet. Auf dem Schalldeckel steht eine Figur des heiligen Michael aus der Zeit um 1750. Sie wurde 1963 restauriert.
In der Sakristei ist eine Sakramentsnische mit wiederverwendetem gotischen Eisentürchen. Der Paramentenschrank stammt aus dem Jahr 1761 oder 1762.
Die Orgel baute Sandor Peppert 1912 und wurde 1930 von Johann M. Kauffmann erweitert. Eine Glocke wurde 1535 gegossen.